# Функція (філософія)
Функція (лат. functio — виконання) — 1) діяльність, обов'язок, робота, зовнішній прояв властивостей певного об'єкта в рамках даної системи відносин, до якої він належить (наприклад, функція органів чуття, функція грошей); 2) вид зв'язку між об'єктами, коли зміна одного з них призводить до зміни іншого, при цьому другий об'єкт також називається функцією першого.
У різних галузях знання застосовуються, як правило, обидва поняття функції. Так, у соціології можна говорити, з одного боку, про функцію якого-небудь соціального інституту (наприклад, родини, держави) у суспільстві, а з другого боку — про деяке соціальне явище як функцію іншого явища (наприклад, про злочинність як функцію економічного становища); у лінґвістиці — призначення, роль (іноді і значення) мовної одиниці або елемента мовної структури, у біології специфічна діяльність тваринного або рослинного організму.
У математиці поняття функції (належним чином формалізоване) використовується в значенні виду зв'язку між об'єктами і є одним з центральних:
1. Залежна змінна величина.
2. Відповідність y = f (x) між змінними величинами, у силу якої кожному розглянутому значенню деякої величини x (аргумент, або незалежна змінна) відповідає певне значення іншої величини y (залежна змінна, або функція). Таку відповідність може бути задано різним чином, напр. формулою, графічно або таблицею (типу таблиці логарифмів). За допомогою функції математично виражаються різноманітні кількісні закономірності в природі. (Див. математична функція.)

Особливу роль поняття функції відіграє в рамках системного підходу, де воно виступає в тісному зв'язку з поняттям структури; прикладом може служити структурно-функціональний аналіз у соціології.